# بالتيمور صن
بالتيمور صن (بالإنجليزية: The Baltimore Sun)‏؛ صحيفة يومية أمريكية، تعد أكبر صحيفة تصدر في ولاية ماريلند، تأسّست في 17 مايو 1837 من خلال الصحفي أرونا شيبردسون أبيل. وتوفّر تغطية للأخبار والأحداث والقضايا والأشخاص والصناعات المحلية والإقليمية. وهي مملوكة لشركة تريبيون للنشر.

## روابط خارجية
- بالتيمور صن على موقع الموسوعة البريطانية (الإنجليزية)
- بالتيمور صن على موقع روتن توميتوز (الإنجليزية)